# Ultimamente (album Alex Baroni)
Ultimamente è il terzo album di Alex Baroni pubblicato il 24 settembre 1999 dalla BMG Ricordi.
Prodotto da Marco Rinalduzzi e Massimo Calabrese, vede la partecipazione di Giorgia, all'epoca legata sentimentalmente al cantante milanese, come corista in Fuori di qua e come co-autrice in Fuori dalla mia finestra, e Renato Zero, autore del testo di E il cielo mi prese con sé.
Nell'album sono presenti due cover, una di Eduardo De Crescenzo (Quando l'amore se ne va) e l'altra (Mother Nature's Son) dei Beatles, che Baroni omaggiava spesso durante i suoi concerti e di cui aveva già inserito una reinterpretazione due anni prima nel suo album d'esordio, incidendo una sua versione di In My Life.
È anche presente un brano, Everything, composto interamente in lingua inglese dallo stesso Baroni, rappresentando in tal senso un unicum della discografia dell'artista lombardo.
Alla presentazione dell'album, Baroni dichiarò di essersi ispirato alle TLC e ad R. Kelly durante la composizione di alcuni pezzi.
Si tratta dell'ultima pubblicazione non postuma di Alex Baroni, che venne a mancare due anni e mezzo dopo a causa di un incidente motociclistico mentre stava lavorando al suo quarto album di inediti.

## Tracce
1. Pavimento liquido - 4:04 (Baroni - Bertotti)
2. Quando l'amore se ne va - 3:57 (Franco Migliacci - Claudio Mattone)
3. Perché - 3:44 (Baroni - Massimo Calabrese/Marco Rinalduzzi/Marco D'Angelo)
4. Sail On - 3:37 (Baroni - Baroni/Massimo Calabrese/Marco Rinalduzzi)
5. Viaggio - 3:49 (Baroni - Massimo Calabrese/Marco Rinalduzzi/Marco D'Angelo)
6. Fuori di qua - 3:30 (Baroni - Baroni/Massimo Calabrese/Marco Rinalduzzi)
7. Solo per te - 4:39 (Baroni - Massimo Calabrese/Marco Rinalduzzi/Marco D'Angelo)
8. Fuori dalla mia finestra - 3:57 (Giorgia/Baroni - Massimo Calabrese/Marco Rinalduzzi/Marco D'Angelo)
9. Non ci pensare - 3:36 (Baroni - Massimo Calabrese/Marco Rinalduzzi/Marco D'Angelo)
10. Voci di notte - 3:33 (Baroni/Tizianablu - Massimo Calabrese/Marco Rinalduzzi/Marco D'Angelo)
11. Everything - 4:02 (Baroni - Massimo Calabrese/Marco Rinalduzzi/Marco D'Angelo)
12. E il cielo mi prese con sé - 3:29 (Renato Zero - Baroni/Massimo Calabrese/Marco Rinalduzzi)
13. Mother Nature's Son - 2:27 (John Lennon/Paul McCartney)

## Formazione
- Alex Baroni - voce
- Massimo Calabrese, Massimo Ceccarelli, Fabio Pignatelli - basso
- Marco Rinalduzzi - chitarra, pianoforte, tastiere
- Marco D'Angelo - pianoforte
- Fabio Acone - violino
- Piero Salvatori - violoncello
- Giorgia - cori in "Fuori di qua"